# Želešice
Želešice település Csehországban, a Brno-vidéki járásban. Želešice Popovice, Moravany, Syrovice, Modřice, Rajhrad, Hajany és Ořechov településekkel határos. Lakosainak száma 1945 fő (2024. január 1.).

## Népesség
A település lakosságának változását az alábbi diagram mutatja:
| Lakosok száma | 952  | 986  | 1076 | 1117 | 1200 | 1175 | 1705 | 1778 | 1832 | 1945 |
|               | 1869 | 1890 | 1921 | 1950 | 1980 | 2001 | 2017 | 2019 | 2022 | 2024 |